# Tosh Matsumoto
Tosh Matsumoto (* 1920 in Vacaville, Kalifornien; † 2010 in Naples, Florida) war ein US-amerikanischer Fotograf japanischer Abstammung. Er war das einzige asiatische Mitglied der New Yorker Photo League. Die Photo League war eine 1936 in New York gegründete Genossenschaft von Fotografen, die soziale und künstlerische Anliegen verfolgte. Matsumoto war das einzige Mitglied asiatischer Abstammung in dieser Organisation, die sich der dokumentarischen Fotografie und sozialen Gerechtigkeit widmete. Die Photo League wurde 1951 aufgelöst, nachdem sie während der McCarthy-Ära aufgrund von Anschuldigungen auf die schwarze Liste des US-Justizministeriums gesetzt worden war. Tosh Matsumoto ist bekannt für seine dokumentarischen Fotografien des städtischen Lebens in New York City.

## Leben
Während des Zweiten Weltkriegs wurde Matsumoto aufgrund seiner japanischen Herkunft in das Granada Internierungslager in Colorado gebracht. Dort brachte er sich autodidaktisch die Grundlagen der Fotografie bei. Nach seiner Freilassung zog er 1944 nach New York City und arbeitete als Laborassistent für den Modefotografen John Rawlings. In seiner Freizeit widmete er sich der Straßenfotografie und dokumentierte das Alltagsleben in der Stadt. Seine Arbeiten wurden in mehreren Ausstellungen des Museum of Modern Art (MoMA) präsentiert, darunter In and Out of Focus (1948) und Diogenes with a Camera II (1953). Nach diesen Erfolgen zog er sich jedoch aus der öffentlichen Kunstszene zurück und stellte seine Werke nicht mehr aus.

## Werk
Tosh Matsumotos fotografischer Stil zeichnete sich durch eine klare Komposition und eine ruhige, introspektive Atmosphäre aus. Seine Arbeiten dokumentieren das städtische Leben im New York der 1940er und 1950er Jahre und sind wichtige Zeugnisse dieser Epoche.